# Santa Teresa de Bañaderos
Santa Teresa de Bañaderos es una aldea ubicada en el municipio de San Pedro Sula, Honduras.

## Historia
No se sabe con exactitud la fecha de fundación, pero, poco a poco se fue poblando el lugar por familias nómadas provenientes de la zona occidental del país (hoy departamentos de Lempira y Ocotepeque) asimismo por personas provenientes de la república de El Salvador, a finales del siglo XIX y principios del siglo XX.
En sus comienzos se le denominó con el nombre de El Zapote por la abundancia de zapote blanco; de allí proviene el gentilicio de zapoteños con el que se conoce bulgarmente a los lugareños.
Algunos de sus primeros pobladores registrados, fueron el señor Majin Bonilla, el señor Santiago Méndez Díaz, el señor Ezequiel Amaya. Actualmente existen alrededor de unas 20 familias que pueblan la localidad.

## Economía
Su principal fuente de ingresos proviene de la agricultura y la mayoría de sus pobladores cultivan café, tomate y morrón.
La mayoría de los habitantes son extremadamente pobres, y otras familias con ingresos, se debe a la migración de familiares hacia las grandes ciudades hondureñas, San Pedro Sula, Tegucigalpa, M.D.C. o lo han hecho al exterior del país, hacia los Estados Unidos de América y España.

## Educación
Su único centro de estudios es la Escuela Rural Mixta Manuel F. Barahona, que fue fundada en la década de 1970.

## Deporte
El deporte principal es el fútbol y la localidad cuenta con un equipo Club Deportivo Maco Pinto, fundado por un famoso comentarista deportivo.

## Religión
Sus habitantes son cristianos creyentes y se dividen en católicos y evangélicos.

## Tradiciones y Fiesta Patronal
Sus tradiciones se basan al calendario litúrgico, celelebrando la Semana Santa y las fiestas de fin de año.
Su Fiesta patronal se celebra el 15 de octubre, día de Santa Teresa de Ávila.
- Datos: Q6120704